# Nustera distigma
Nustera distigma es una especie de insecto coleóptero de la familia Cerambycidae. Estos longicornios se distribuyen por la península ibérica, zona mediterránea de Francia y el noroeste de  África.
Miden unos 9-15 mm. Son primaverales a estivales, florícolas.